# 孫好古
孫好古（？—1621年），字太愚，號忆劬，河南湯陰縣人，明朝政治人物。

## 生平
萬曆十三年（1585年）乙酉科河南鄉試第七十八名舉人，二十六年（1598年）戊戌科進士，户部觀政，授山西蒲州知州，二十九年補四川劍州知州，三十五年陞南京刑部员外郎，三十八年出為黃州府知府，四十年調承天府，歷陞川南副使、川東參政，四川按察使。天啟元年（1621年）已遷廣西右布政使，尚未成行，土司奢崇明反叛，孫好古大罵諸叛，被殺。道臣駱日升、李繼周，知府章文炳，同知王世科、熊嗣先，推官王三宅，知縣段高選，總兵黃守魁、王守忠，參將萬金、王登爵等皆死。
事聞，朝廷特贈大理寺卿，廕一子爲彰德衛正千戶。